# Desaparición de Sudiksha Konanki
Sudiksha Konanki (/suːˈdɪkʃə koʊˈnɑːŋki/ soo-DIK-shə koh-NAHNG-ki; nacida el 13 de diciembre de 2004 – desaparecida el 6 de marzo de 2025) era una estudiante india residente en Estados Unidos, estudiante de la Universidad de Pittsburgh, que desapareció en Punta Cana (República Dominicana) el 6 de marzo de 2025.
Durante las vacaciones de primavera, mientras se hospedaba con algunas amigas en un Hotel RIU en Punta Cana, fue vista por última vez en la playa en compañía de Joshua Steven Riibe, un joven estadounidense de 22 años, antes de su desaparición.

## Fondo
Konanki nació en 2004, hija de Subbarayudu y Sreedevi Konanki, y es residente permanente de Estados Unidos desde 2006. Vivió en South Riding, Virginia, y estudiaba en la Thomas Jefferson High School for Science and Technology. Al momento de su desaparición, asistía a la Universidad de Pittsburgh, donde estudiaba Biología y Química, con el objetivo de seguir una carrera en el campo de la medicina.

## Desaparición
El lunes 3 de marzo de 2025, Konanki y cinco compañeros de estudio viajaron a la República Dominicana para disfrutar de las vacaciones de primavera, hospedándose en el hotel Riu República.
El 6 de marzo, alrededor de las 3:00 a. m., Konanki fue vista bebiendo en el bar del hotel junto a un grupo de cinco mujeres, de entre 20 y 22 años, y dos hombres de 22 años. Las cámaras de seguridad captaron al grupo dirigiéndose a la playa a las 4:15 a. m., con Konanki caminando del brazo de Joshua Steven Riibe (/ˈriːbə/), un estudiante universitario de 22 años originario de Iowa.
Mientras los demás se retiraron alrededor de las 5:00 a. m., Konanki permaneció con Riibe. Según el testimonio de Riibe, una ola los arrastró mar adentro, y él intentó rescatarla. Afirmó haberla visto por última vez caminando en agua hasta las rodillas. Después de preguntarle si estaba bien, Riibe vomitó el agua de mar que había tragado y dijo no haber escuchado su respuesta. Posteriormente, afirmó que no volvió a verla y asumió que ella se había marchado. Luego, se quedó dormido en una silla de playa.
Las imágenes de las cámaras de seguridad muestran a Riibe saliendo de la playa a las 8:55 a. m. 

## Secuelas
El 18 de marzo de 2025, los padres de Konanki solicitaron a las autoridades que declararan legalmente fallecida a su hija. Sin embargo, esta solicitud dijo no poder proceder legalmente debido a que el Código Civil de la República Dominicana, en las disposiciones comprendidas entre los artículos 112 y 140, establece que después de cuatro años de desaparición se puede solicitar un estado de "ausencia legal", el cual solo puede ser aprobado un año después de haber sido solicitado. Además, la presencia del cadáver ante un médico forense es un requisito esencial para declarar legalmente a una persona como fallecida.
Riibe, quien estuvo de facto bajo un arresto domiciliario ilegal por más de una semana en el hotel Riu República, fue interrogado en varias ocasiones por fiscales, incluyendo a Yeni Berenice Reynoso, la Procuradora General. Sus abogados presentaron un recurso de habeas corpus el 18 de marzo, y Riibe fue liberado después de la audiencia judicial.
A Riibe, cuyo pasaporte fue confiscado por la Procuraduría, se le otorgó un pasaporte de emergencia al día siguiente en el Consulado de los Estados Unidos y abandonó la isla de inmediato. Su amigo Carter Johnson, de 22 años, quien también había tenido su pasaporte confiscado, dejó la isla igualmente. 